# Papyrus Chester Beatty
Le terme « papyrus Chester Beatty » fait référence à l'ensemble de la collection de manuscrits acquis par Alfred Chester Beatty au cours de son existence et qui comprend des papyrus bibliques ou non bibliques, mais qui ne doivent pas être confondus avec les papyrus médicaux Chester Beatty (de). 

## Papyrus bibliques

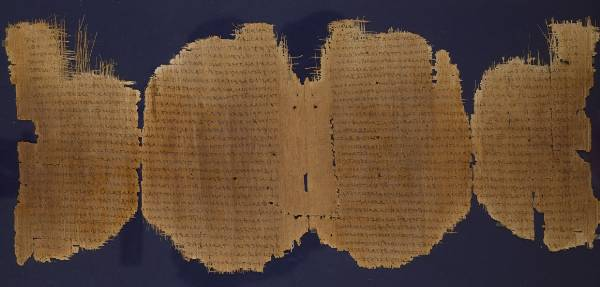
Le papyrus biblique Chester Beatty, (P45) folio 13-14, contenant des morceaux de l'Évangile selon Luc

### Origine
Les papyrus bibliques Chester Beatty  sont un ensemble de onze papyrus anciens de textes bibliques.
D'origine chrétienne, les manuscrits sont écrits en grec. Sept sont des morceaux de livres de l'Ancien Testament, trois des morceaux du Nouveau Testament (Gregory-Aland no. P45, P46, et P47), et un concerne des morceaux du Livre d'Hénoch ainsi qu'une homélie chrétienne non identifiée. La plupart sont datés du IIIe siècle. Ils sont conservés à la bibliothèque Chester-Beatty (à Dublin, en Irlande), à l'Université du Michigan ainsi qu'en quelques autres endroits.
Les papyrus ont été pour la plupart d'abord acquis de manière illégale par des trafiquants d'antiquité. De ce fait, les circonstances exactes de leur découverte ne sont pas claires. Certains supposent qu'ils proviendraient de jarres d'un cimetière copte près les ruines de l'ancienne ville d'Aphroditopolis. Selon d'autres théories, ils auraient été trouvés près du Fayoum à proximité d'une église chrétienne ou d'un monastère. La plupart ont été achetés par Alfred Chester Beatty. Quelques feuilles et fragments ont été acquis par l'université du Michigan ainsi que quelques autres collectionneurs et institutions.
L'existence des papyrus a été révélée le 19 novembre 1931, bien que des feuilles supplémentaires aient été acquises au cours de la décennie suivante. Frederic G. Kenyon a publié les manuscrits en huit volumes entre 1933 et 1958 (The Chester Beatty Biblical Papyri: Descriptions and Texts of Twelve Manuscripts on Papyrus of the Greek Bible). Les papyrus sont généralement catalogués P. Chester Beatty suivi par un chiffre romain compris entre I et XII.

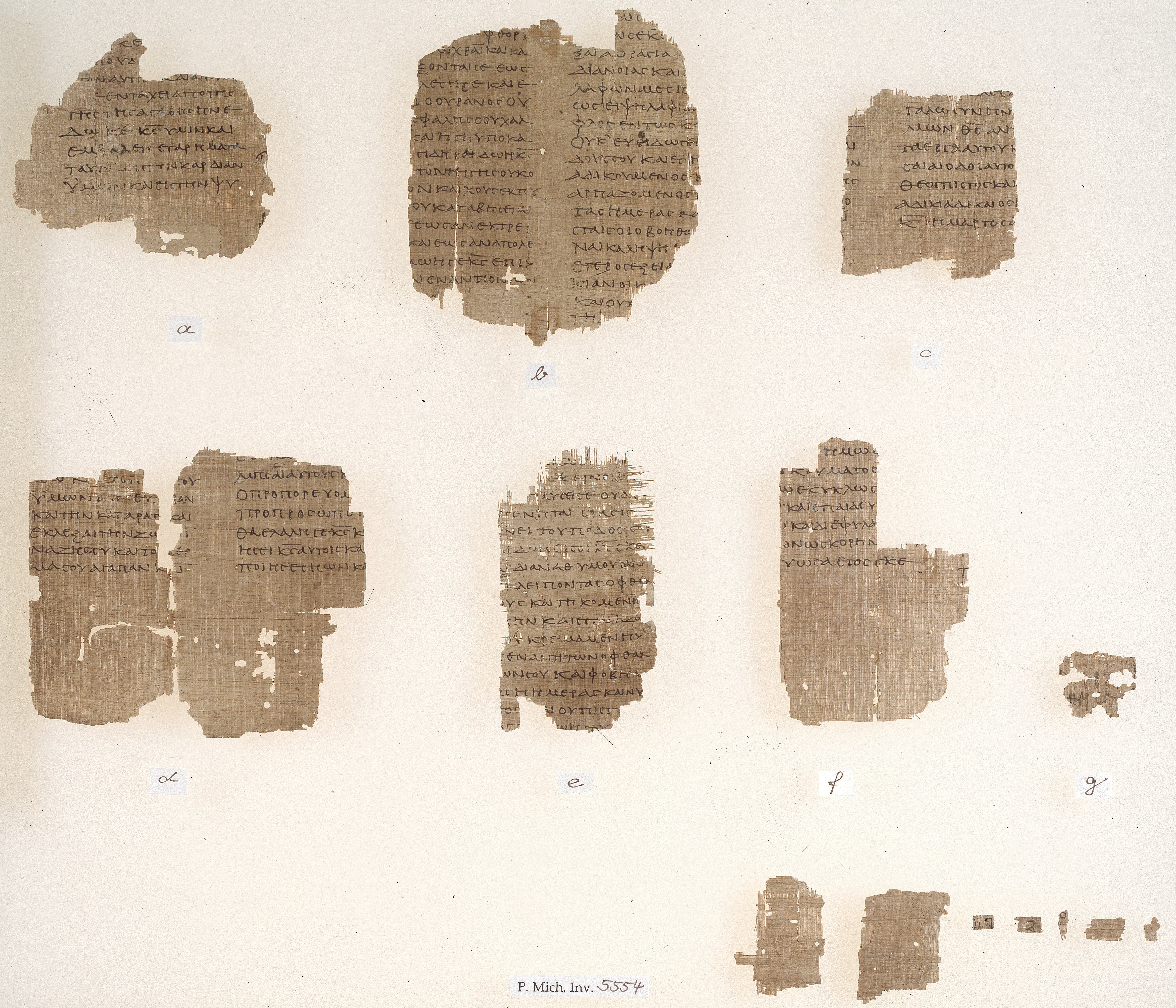
Fragment du papyrus biblique Cheaster Beatty qui contient des morceaux du Deutéronome

### Caractéristiques
Tous les manuscrits sont des codex, ce qui a surpris les premiers chercheurs qui ont examiné les textes car il était généralement admis que les codex de papyrus n'avaient pas été beaucoup utilisés par les chrétiens avant le IVe siècle. Or la plupart des manuscrits datent du IIIe siècle et certains datent même du IIe siècle.
Ces manuscrits ont aussi aidé les chercheurs à comprendre le processus de fabrication des codex. Ils ont en effet constaté des différences significatives dans la fabrication de chacun d'entre eux. La taille de chaque page varie de 14 par 24,2 cm (P. III) à 18 par 33 cm (P. VI). Certains étaient construits d'un simple assemblage (par pliage) de feuilles de papyrus (Pap. II, VII, IX + X), alors que pour d'autres l'assemblage varie d'un simple feuillet (I) à cinq (V) ou sept feuillets (VII). Le plus grand codex (P. IX/X) est supposé avoir été composé d'environ 236 pages.
Les manuscrits utilisent des nomina sacra (processus d'abréviation des noms sacrés). Un exemple remarquable est le P. VI qui contient des morceaux de l'Ancien Testament. Le nom de Josué qui fait linguistiquement référence à Jésus était considéré comme un nom sacré et abrégé comme tel.
Les onze manuscrits sauf deux (P. XI et XII) sont antérieurs au IVe siècle. Ils sont des témoignages textuels de la Bible grecque telle qu'elle existait en Égypte avant les persécutions de Dioclétien pendant lesquelles on estime que les livres chrétiens ont été détruits, un siècle ou davantage avant le Codex vaticanus et le Codex Sinaiticus. Les premiers chercheurs qui ont étudié les papyrus Chester Beatty pensaient que certains des manuscrits du Nouveau Testament, en particulier le P. Chester Beatty I (P45), étaient du « type texte césaréen ». Cette hypothèse n'est plus envisagée actuellement et le caractère textuel est généralement décrit comme éclectique, mélangé ou spécifique.
Les manuscrits présentent de nombreuses nouvelles variations textuelles, surtout parce que les manuscrits de l'Ancien Testament sont antérieurs aux révisions de Lucien de Samosate, d'Origène et d'autres, et aussi parce que les manuscrits du Nouveau Testament sont parmi les plus anciens et les plus importants témoignages des livres correspondants.

### Manuscrits de l'Ancien Testament
Initialement, on estimait à huit le nombre de manuscrits de la collection Chester Beatty qui contenaient des parties de l'Ancien Testament. Toutefois, ce que l'on pensait être deux manuscrits distincts appartenaient en fait au même codex, ce qui donne un total de sept manuscrits de la collection qui sont en rapport avec l'Ancien Testament (selon le texte de la Septante).
- P. IV et V - Ces deux manuscrits contiennent des parties de la Genèse, l'un date de la fin du IIIe siècle, l'autre du début du IVe siècle. Ils sont importants parce que les plus vieux textes grecs postérieurs de l'Ancien Testament Vaticanus et Sinaïticus sont des Lacunae dans la Genèse.
- P. VI - Un manuscrit du Livre des Nombres et du Deutéronome, composé d'environ cinquante feuillets partiels (sur un total de 108) et de très nombreux petits fragments, datés de la première moitié du IIe siècle. C'est le plus ancien manuscrit de la collection, mais il est cependant plus récent que deux autres papyrus grecs manuscrits moins complets de ces livres (P.Fouad' 266 et P.Rylands 458).
- P. VII - Un manuscrit du Livre d'Isaïe, fortement détérioré, avec des notes marginales en langue copte (vieux Fayoumique) , daté du IIIe siècle.
- P. VIII - Deux feuilles fragmentaires du Livre de Jérémie (de l'an 200 environ).
- P. IX / X - Un manuscrit des livres d'Ézéchiel, de Daniel et d'Esther. Il ne subsiste que cinquante des 118 feuilles originales, dont 29 sont dans la bibliothèque Chester Beatty (huit d'Ézéchiel, huit d'Esther, et treize de Daniel), et 21 autres tirées d'Ézéchiel sont dans la Bibliothèque de l'université de Princeton. Ces manuscrits sont les plus importants car ce sont les premiers exemples de livres correspondants. Les parties inférieures des feuilles sont manquantes, et le manuscrit est daté du IIIe siècle. Le livre d'Ézéchiel est écrit dans une autre écriture que les deux autres livres. Le livre de Daniel était à l'origine codifié X, parce qu'il était à tort attribué à un autre manuscrit. Il a ensuite été décidé que les trois livres appartenaient au même codex. Le livre de Daniel contient d'importantes variations en ce qui concerne l'ordre et l'omission d'un texte précis (les chapitres 7 et 8 sont avant les chapitres 5 et 6 et certaines parties des chapitres 4 et 5 sont manquantes).
- P. XI - Deux parties fragmentaires de l'Ecclésiaste datées du IVe siècle.

### Manuscrits du Nouveau Testament

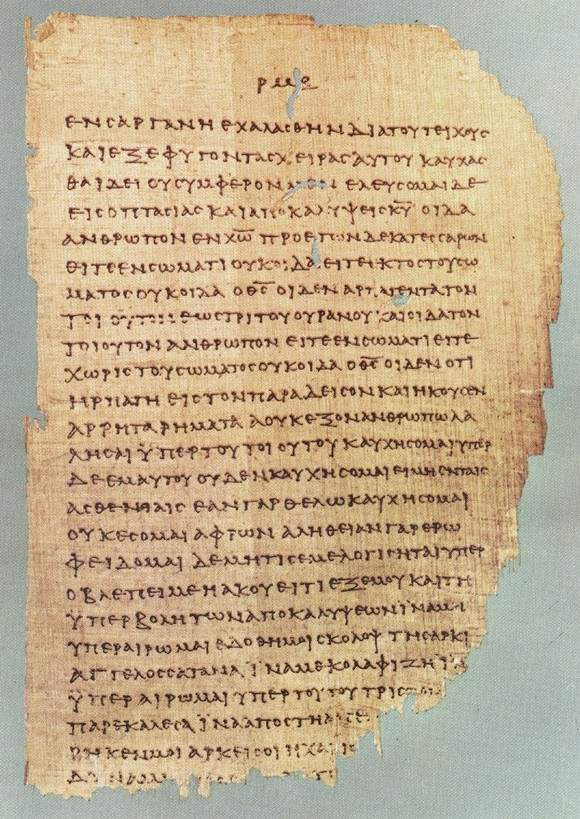
P46 contient des morceaux de la Deuxième épître aux Corinthiens 11:33-12:9

Parmi les papyrus bibliques Chester Beatty, trois sont des manuscrits du Nouveau Testament. Le premier, P.I, est désigné P45 par le système de numérotation Gregory-Aland. C'était à l'origine un codex de cent-dix feuilles qui contenait les quatre évangiles canoniques et les Actes. Trente feuilles fagmentaires subsistent, composées de deux petites feuilles de l'Évangile de Matthieu (chapitres 20/21 et 25/26), de parties de l'Évangile de Marc (chapitres 4-9, 11-12), de l'Évangile de Luc (6-7, 9-14) , de l'Évangile de Jean (chapitres 4-5, 10-11), et des Actes des Apôtres (4-17). L'ordre des évangiles suit la tradition occidentale : Matthieu, Jean, Luc, Marc, Actes. Ces fragments sont palaeographiquement datés la première moitié du IIIe siècle.
P46 est le deuxième manuscrit du Nouveau Testament de la collection Chester Beatty (P. II). C'est un codex qui contenait les Épitres de Paul (daté de l'an 200 environ). Ce qui reste aujourd'hui du manuscrit représente à peu près 85 des 104 feuilles originales. Les feuilles sont partiellement dégradées, entraînant la perte de quelques lignes au bas de chaque page. Le manuscrit est scindé entre la bibliothèque Chester Beatty Library et l'université du Michigan. Les chercheurs ne pensent pas que les épîtres pastorales aient été initialement incluses dans le Codex. En se fondant sur le montant de l'espace requis dans les feuilles manquantes, ils concluent que la Deuxième épître aux Thessaloniciens aurait occupé la dernière partie de ce codex.
P. III est le dernier manuscrit du Nouveau Testament, P47. Il contient dix feuilles du livre de l'Apocalypse (chapitres 9 à 17). Ce manuscrit date également du IIIe siècle. Kenyon en décrit l'écriture comme rudimentaire.

### Manuscrit apocryphe

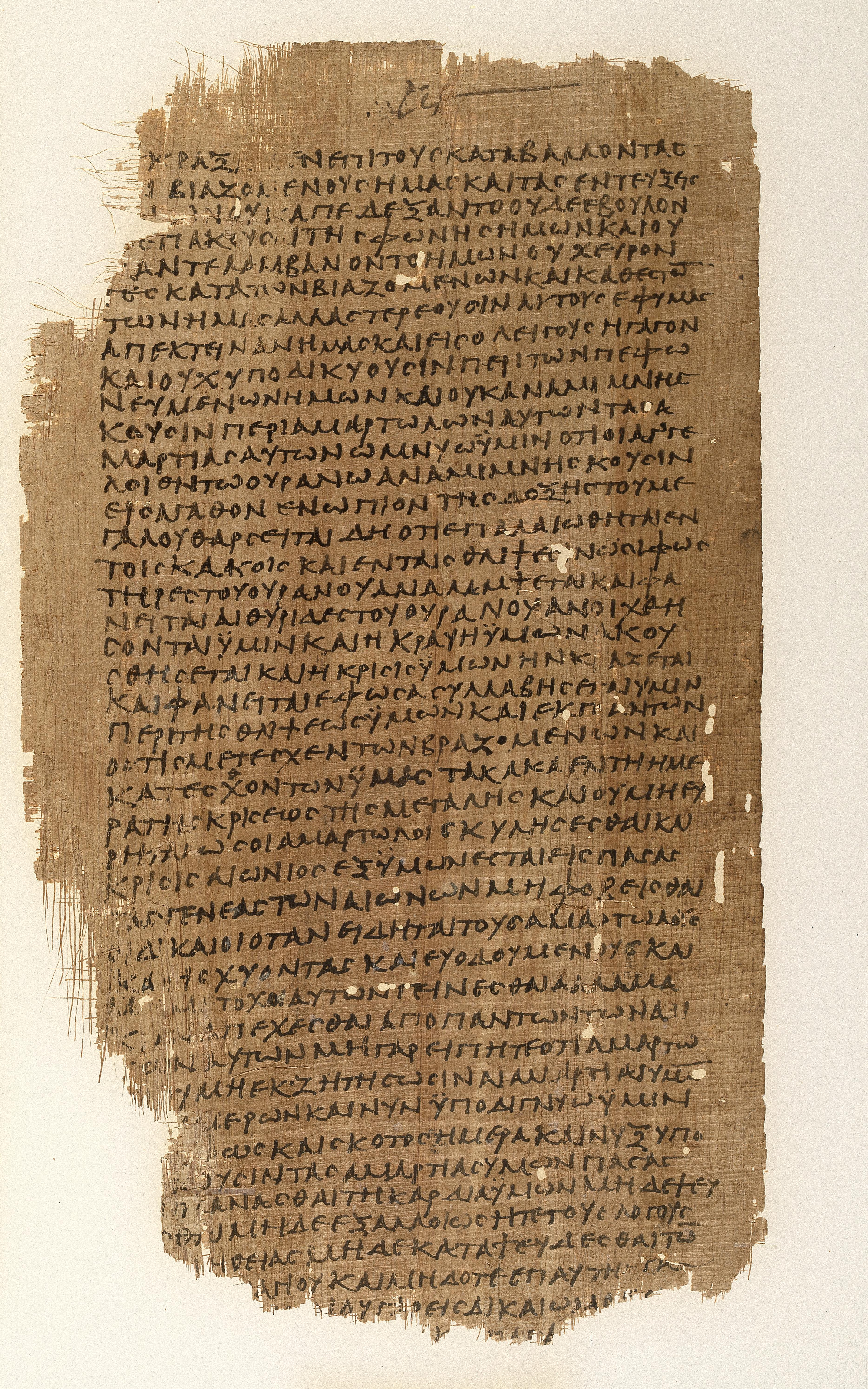
P. Chester Beatty XII, folio 3, verso, actuellement conservé à l'université du Michigan

Le dernier manuscrit des papyrus bibliques Chester Beatty, le papyrus XII, contient les chapitres 97 à 107 du livre d'Hénoch et des morceaux d'une homélie chrétienne inconnue attribuée à Méliton de Sardes. Le manuscrit est daté du IVe siècle. Le livre d'Hénoch est appelé Épître d'Hénoch dans le manuscrit. Les chapitres 105 et 108 n'y sont pas présents et les chercheurs estiment qu'ils sont des ajouts postérieurs. Le papyrus XII est le seul témoignage grec de certaines parties du livre d'Hénoch. Comme pour l'homélie, le papyrus XII était la seule copie connue du texte au moment de sa découverte. Deux manuscrits qui contiennent le texte, P. Bodmer XIII et P. Oxy. 1600, ont été trouvés depuis. Le manuscrit contient aussi le seul témoignage manuscrit de l'Apocryphon d'Ezekiel, dont l'existence était connue par la mention qu'en a fait Clément d'Alexandrie (Le pédagogue I. ix. 84.2–4).
L'écriture rudimentaire est probablement le fruit du travail d'un scribe qui ne connaissait pas très bien le grec. Campbell Bonner (Université du Michigan) a publié le manuscrit en 1937 (The Last Chapters of Enoch in Greek Les derniers chapitres d'Hénoch en grec) et en 1940 (The Homily on the Passion by Metito Bishop of Sardis : L'homélie de la passion par Mélition de Sardes).

## Papyrus médicaux Chester Beatty
Ils sont datés du XIIe siècle avant notre ère et concernent les maux de tête et douleurs anales ou rectales. Ils sont conservés au British Museum.

## Autres papyrus Chester Beatty
Ils sont tous datés du XIIe siècle avant notre ère.

### Papyrus Chester BeattyI
Le papyrus Chester Beatty I parle d'amour, de poésie et évoque la discorde entre Horus et Seth.

### Papyrus Chester BeattyII
Le papyrus Chester Beatty II est le conte de la vérité et du mensonge. Il est conservé au British Museum sous la référence P. BM 10682.

### Papyrus Chester BeattyIV
Le papyrus Chester Beatty IV relate l'immortalité des écrivains. Il est conservé au British Museum sous la référence P. BM 10684.

## Source
- (en) Cet article est partiellement ou en totalité issu de l’article de Wikipédia en anglais intitulé « Chester Beatty Papyri » (voir la liste des auteurs).